# Kawai (альбом)
«Kawai» — дебютний студійний альбом українського гурту «Нумер 482», виданий у 2004 році.

## Композиції
1. Файно - звичайно (3:47)
2. Радіо твоє (3:43)
3. Очі (3:48)
4. Стрибай (3:45)
5. Не напишу (3:00)
6. Не мовчи (3:30)
7. Він, вона (4:26)
8. Вампіри (2:26)
9. Прощання з морем (5:08)
10. Невдаха (3:41)
11. Тікаю від себе (3:29)
12. Квіти (4:13)
13. Не напишу (ремікс) (4:05)